# Faro de Punta Almina
El faro de Punta Almina se halla emplazado en el Cerro de los Mosqueros de la península de Almina (España), en el extremo oriental del Monte Hacho en el término municipal de Ceuta, España.

## Historia
Fue proyectado por Juan Martínez de la Villa en 1851 ascendiendo el coste de la obra a 462 000 reales, que fueron sufragados en parte por los Duques de Montpensier (Luisa Fernanda de Borbón y Antonio de Orleans), promotores de la obra que quedó inaugurada el 1 de diciembre de 1855. El edificio es de mampostería y la torre cilíndrica blanca. La óptica es de giro rápido sobre flotador de mercurio, de la casa Henry Lepaute, que es la que actualmente se encuentra en servicio.
El plano focal se sitúa a 145,17 m sobre el nivel del mar, con un alcance de con un alcance de 22 millas náuticas.